# Nikola Tesla
Nikola Tesla (tiếng Serbia: Никола Тесла) (10 tháng 7 năm 1856 – 7 tháng 1 năm 1943) là một nhà phát minh, kỹ sư điện, kỹ sư cơ khí người Mỹ gốc Serbia.  Ông được biết đến nhiều nhất vì những đóng góp của mình để thiết kế ra hệ thống dòng điện xoay chiều cung cấp điện dòng điện xoay chiều hiện đại.
Sinh ra và lớn lên ở Đế quốc Áo, Tesla theo học ngành kỹ thuật và vật lý vào những năm 1870 mà không cần bằng cấp, đồng thời tích lũy kinh nghiệm thực tế vào đầu những năm 1880 khi làm việc trong lĩnh vực điện thoại tại Continental Edison trong ngành năng lượng điện mới. Năm 1884, ông di cư đến Hoa Kỳ, nơi ông trở thành công dân nhập tịch. Ông ấy đã làm việc một thời gian ngắn tại Edison Machine Works ở Thành phố New York trước khi tự mình thành lập. Với sự giúp đỡ của các đối tác để tài trợ và tiếp thị các ý tưởng của mình, Tesla đã thành lập các phòng thí nghiệm và công ty ở New York để phát triển một loạt các thiết bị điện và cơ khí. Động cơ cảm ứng dòng điện xoay chiều (AC) của ông và các bằng sáng chế xoay chiều nhiều pha liên quan, được cấp phép bởi Westinghouse Electric vào năm 1888, đã mang về cho ông một số tiền đáng kể và trở thành nền tảng của hệ thống đa pha mà công ty đó cuối cùng đã tiếp thị.
Cố gắng phát triển những phát minh mà ông có thể cấp bằng sáng chế và đưa ra thị trường, Tesla đã tiến hành một loạt các thí nghiệm với bộ tạo dao động cơ học / máy phát điện, ống phóng điện và hình ảnh tia X sơ khai. Ông cũng chế tạo một chiếc thuyền điều khiển không dây, một trong những chiếc đầu tiên từng được trưng bày. Tesla trở nên nổi tiếng với tư cách là một nhà phát minh và đã thể hiện những thành tựu của mình trước những người nổi tiếng và những người bảo trợ giàu có tại phòng thí nghiệm của mình, đồng thời được ghi nhận về tài năng của mình tại các buổi thuyết trình trước công chúng. Trong suốt những năm 1890, Tesla đã theo đuổi ý tưởng của mình về chiếu sáng không dây và phân phối điện không dây trên toàn thế giới trong các thí nghiệm điện cao áp, tần số cao của mình ở New York và Colorado Springs. Năm 1893, ông đưa ra tuyên bố về khả năng giao tiếp không dây với các thiết bị của mình. Tesla đã cố gắng đưa những ý tưởng này vào ứng dụng thực tế trong dự án Wardenclyffe Tower còn dang dở của mình, một thiết bị phát điện và liên lạc không dây xuyên lục địa, nhưng đã hết kinh phí trước khi ông có thể hoàn thành nó.
Sau Wardenclyffe, Tesla đã thử nghiệm hàng loạt phát minh vào những năm 1910 và 1920 với mức độ thành công khác nhau. Sau khi tiêu gần hết số tiền của mình, Tesla đã sống trong một loạt khách sạn ở New York, để lại những hóa đơn chưa thanh toán. Ông mất tại thành phố New York vào tháng 1 năm 1943. Công việc của Tesla rơi vào tình trạng mù mờ sau khi ông qua đời, cho đến năm 1960, khi Hội nghị chung về trọng lượng và đo lường đặt tên cho đơn vị SI của mật độ từ thông là tesla để vinh danh ông. Mối quan tâm của công chúng đối với Tesla đã trở lại từ những năm 1990.

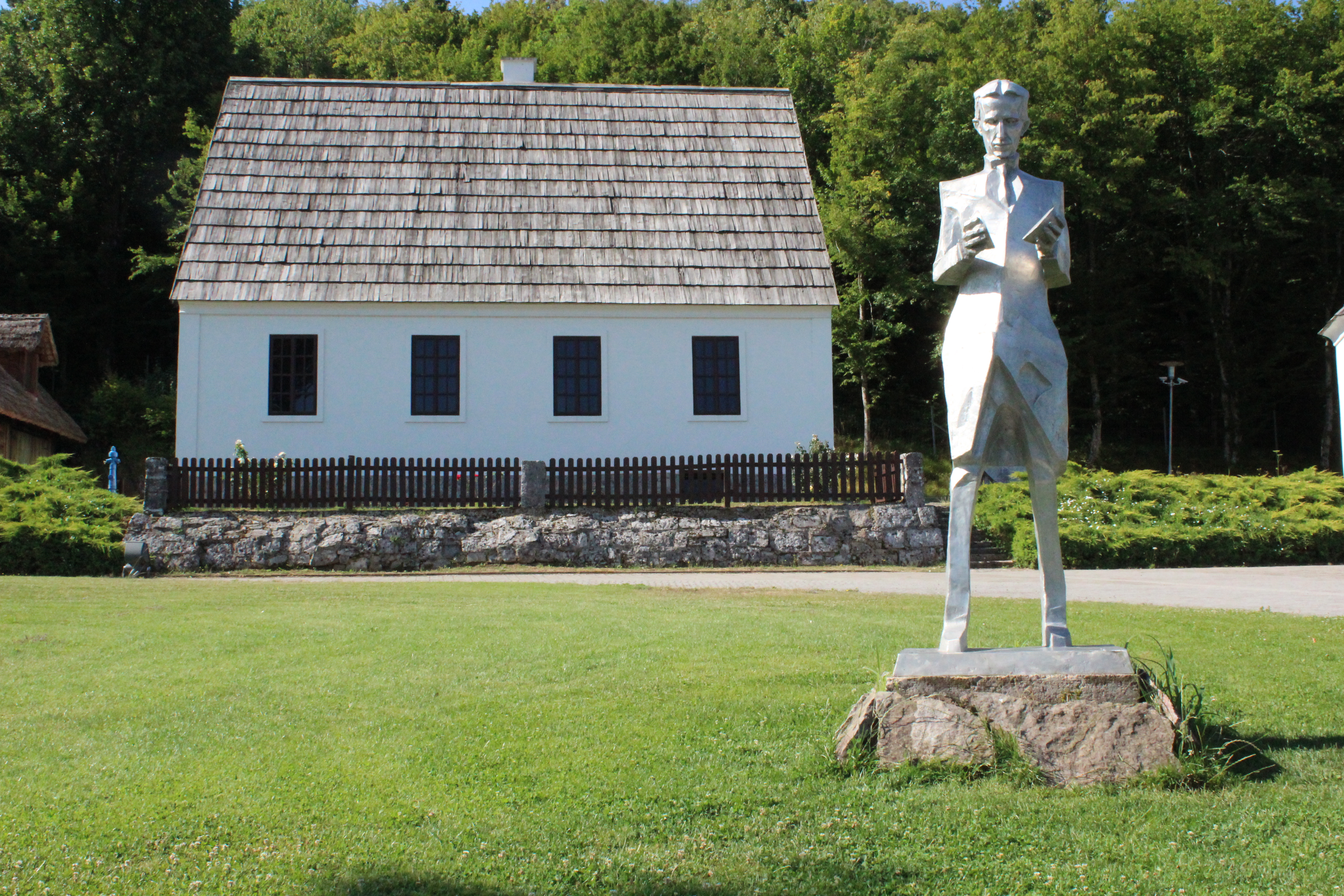
Tượng Nikola Tesla ở Smiljan, Croatia

## Tuổi thơ

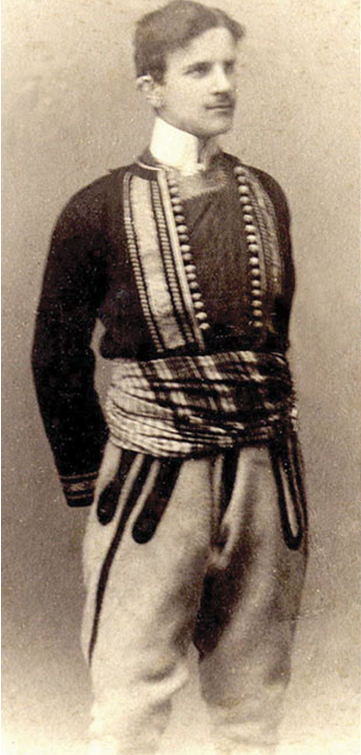
Tesla mặc bộ đồ truyền thống Serbia, k. 1880

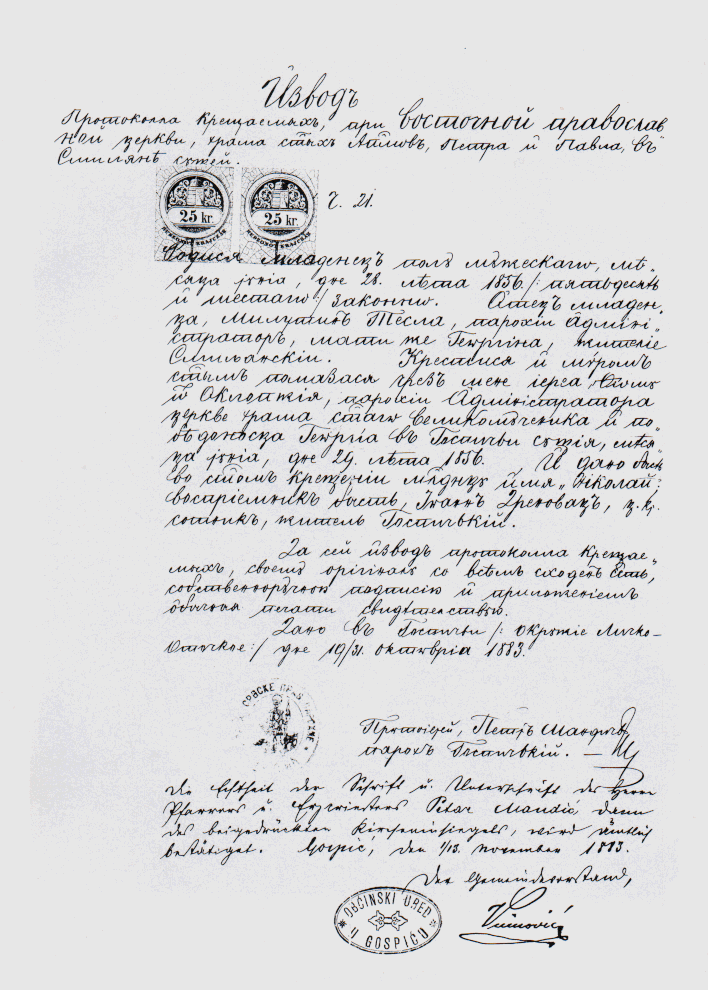
Tesla's baptismal record, ngày 28 tháng 6 năm 1856

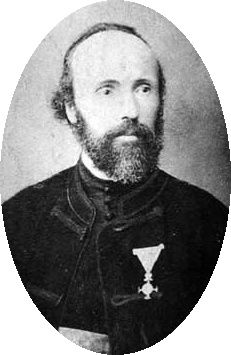
Cha của Tesla, ông Milutin, là một linh mục chính thống giáo ở làng Smiljan

Nikola Tesla sinh vào ngày 10, tháng 7, năm 1856 trong một ngôi làng của Croatia cũ. Cha ông là Milutin Tesla – một linh mục Chính thống giáo. Mẹ ông là Đuka Tesla (nhũ danh Mandić), một phụ nữ tài năng, bà tạo ra những công cụ thủ công, thiết bị cơ khí trong nhà và có khả năng nhớ các tác phẩm thơ dài tiếng Serbia. Nikola tin rằng trí nhớ siêu phàm (eidetic memory) và khả năng sáng tạo vô tận của ông được thừa hưởng từ mẹ. Tổ tiên ông đến từ tây Serbia, gần Montenegro.
Năm 1870, Tesla chuyển tới Karlovac để nhập học ở Higher Real Gymnasium. Tại đây ông bị ảnh hưởng sâu sắc bởi Martin Sekulić – một giáo viên dạy toán. Tesla có thể tính được tích phân trong đầu, điều làm cho giáo viên của ông không tin và nghĩ rằng Tesla đã gian lận. Ông tốt nghiệp vào năm 1873 (sớm hơn một năm của cấp học).
Năm 1873, Tesla trở lại Smiljan. Không lâu sau khi đến nơi, ông bị mắc bệnh tả, nằm liệt giường trong chín tháng và nhiều lần suýt chết. Cha của Tesla, trong một lúc tuyệt vọng, (người vốn dĩ muốn anh trở thành linh mục)  đã hứa sẽ gửi anh vào trường kỹ thuật tốt nhất nếu anh khỏi bệnh.
Năm 1874, ông trốn được lệnh cưỡng chế nhập ngũ của quân đội Áo – Hung bằng cách chạy đến Tomingaj. Tại đây ông khám phá về những ngọn núi, và nói rằng sự hòa hợp với tự nhiên làm ông trở nên khỏe hơn, về cả thể chất lẫn tinh thần. Ông đọc rất nhiều sách khi sống ở Tomingaj và từng nói rằng những tác phẩm siêu phàm của Mark Twain đã khôi phục bệnh tật trước đó của ông một cách kỳ diệu.
Năm 1875, Tesla nhập học Đại học Bách khoa của Áo, tại thành phố Graz. Trong năm đầu, ông không hề bỏ một buổi giảng nào, đạt được thứ hạng cao nhất bằng việc vượt qua 9 bài kiểm tra (gần gấp đôi so với thông thường). Ông sáng lập một câu lạc bộ văn hóa của người Serb, và nhận được lá thư ca ngợi của hiệu trưởng tới cha ông, trong đó ghi rằng: "Con trai ông là một ngôi sao hạng nhất". Tesla kể rằng ông làm việc từ 3 giờ sáng cho đến 11 giờ tối, không có ngày nghỉ lễ, hay chủ nhật, kể cả trường hợp đặc biệt. Sau cái chết của cha ông năm 1879, Tesla tìm được một loạt những lá thư được gửi bởi những giáo sư cho cha ông cảnh báo rằng nếu Nikola không rời khỏi trường học thì có thể chết vì làm việc quá sức. Năm thứ hai, Tesla đã có xung đột với Giáo sư Poeschl trong máy phát điện Gramme, khi Tesla cho rằng máy chỉnh lưu là không cần thiết. Vào cuối năm thứ hai của mình, Tesla mất học bổng và trở thành một con nghiện cờ bạc. Trong năm thứ ba của mình, Tesla dùng cả phụ cấp và tiền học phí của mình để đánh bạc, sau đó đã đánh bạc thắng, lấy lại số tiền đã mất ban đầu của mình và trả lại tiền nợ cho gia đình. Tesla tuyên bố rằng "đã hoàn toàn kiểm soát được đam mê của mình" nhưng sau này ở Mỹ ông lại nổi tiếng là một tay chơi bi-a. Đến kỳ thi, Tesla đã không chuẩn bị và đề nghị nhà trường gia hạn thời gian học nhưng đã bị từ chối. Ông không có điểm các môn thi của học kỳ cuối năm thứ ba và đã không thể tốt nghiệp đại học.
Vào tháng 12 năm 1878, Tesla rời Graz và cắt đứt mọi quan hệ với gia đình ông để che giấu việc ông đã bỏ học. Bạn bè của anh ta nghĩ rằng anh ta đã chết đuối ở sông Mur gần đó. Tesla chuyển đến Maribor, nơi ông làm công việc soạn thảo với lương 60 florin mỗi tháng. Ông dành thời gian rảnh rỗi để chơi bài với những người đàn ông địa phương trên đường phố.
Vào tháng 3 năm 1879, cha của Tesla đã đến Maribor để cầu xin con trai mình trở về nhà, nhưng anh ta từ chối. Nikola cũng bị suy nhược thần kinh trong khoảng thời gian đó. Vào ngày 24 tháng 3 năm 1879, Tesla bị đưa trở lại Gospić dưới sự canh gác của cảnh sát vì không có giấy phép cư trú.
Vào ngày 17 tháng 4 năm 1879, Milutin Tesla qua đời ở tuổi 60 sau khi mắc một căn bệnh không rõ nguyên nhân. Một số nguồn tin nói rằng ông chết vì đột quỵ. Trong năm đó, Tesla đã dạy một lớp lớn học sinh ở trường cũ của ông ở Gospić.

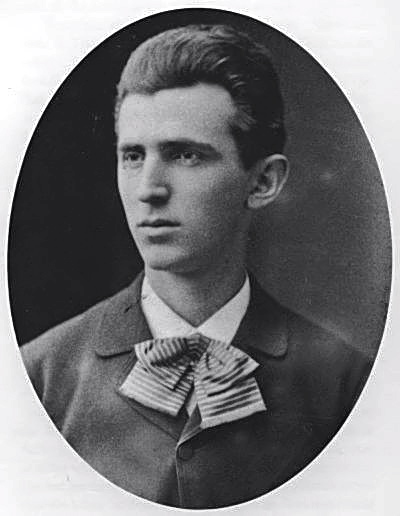
Tesla ở tuổi 23, k. 1879

Vào tháng 1 năm 1880, hai người chú của Tesla đã gom đủ tiền để giúp Tesla rời Gospić đến Praha, nơi anh đang theo học. Ông đến quá muộn để ghi danh vào Đại học Charles-Ferdinand; ông chưa bao giờ học tiếng Hy Lạp, một môn học bắt buộc; và anh ta mù chữ tiếng Séc, một môn học bắt buộc khác. Tuy nhiên, Tesla đã tham dự các bài giảng về triết học tại trường đại học với tư cách là một kiểm toán viên nhưng ông không nhận được điểm cho các khóa học.
Làm việc tại Budapest Telephone Exchange. Năm 1881, Tesla chuyển đến Budapest, Hungary, làm việc dưới quyền của Tivadar Puskás tại một công ty điện báo, Budapest Telephone Exchange. Khi đến nơi, TESLA nhận ra rằng công ty, khi đó đang được xây dựng, không hoạt động hiệu quả, vì vậy thay vào đó, ông làm việc như một người soạn thảo tại Văn phòng Điện báo Trung ương. Trong vòng vài tháng, Sàn giao dịch điện thoại Budapest đã hoạt động và Tesla được giao vị trí thợ điện chính. Trong thời gian làm việc, Tesla đã thực hiện nhiều cải tiến đối với thiết bị Trạm trung tâm và tuyên bố đã hoàn thiện bộ lặp điện thoại hoặc bộ khuếch đại, chưa bao giờ được cấp bằng sáng chế cũng như không được mô tả công khai.

## Làm việc cho Edison
Năm 1882, Tesla đã bắt đầu làm việc cho Continental Edison Company ở Pháp, công việc của ông là thiết kế và cải tiến các thiết bị điện.
Vào tháng 6 năm 1884, Tesla rời đến thành phố New York. Trong suốt chuyến đi vượt Đại Tây Dương, vé, tiền bạc, và một số hành lý của ông đã bị đánh cắp, và ông đã gần như bị ném xuống biển sau khi một cuộc nổi loạn nổ ra trên tàu. Ông đến chỉ có bốn xu trong túi, một lá thư giới thiệu, một vài bài thơ, và một phần đồ chưa bị đánh cắp.
Tesla được thuê để làm việc cho Edison Machine Works. Công việc của Tesla bắt đầu với kỹ thuật điện đơn giản và nhanh chóng tiến triển để giải quyết một số vấn đề khó khăn nhất của công ty. Tesla thậm chí còn được cung cấp các nhiệm vụ để thiết kế lại từ đầu máy phát điện một chiều của Công ty Edison.
Tesla có thể thiết kế lại máy phát điện và mô tơ lỗi thời không có hiệu quả của Edison, nâng cao cả hiệu quả kinh tế lẫn chất lượng. Theo lời Tesla, Edison đã nói rằng: "Nếu anh có thể làm được điều đó, chúng tôi sẽ trả anh 50 ngàn đô la". Đây là một lời nói khó tin từ Edison, người mà trả lương một cách bủn xỉn, và không hề có đủ từng ấy tiền mặt. Sau nhiều tháng làm việc, Tesla hoàn thành nhiệm vụ và yêu cầu được giữ lời hứa. Edison bảo rằng ông chỉ nói đùa thôi. "Tesla à, anh không hiểu kiểu hài hước của người Mỹ chúng tôi", Tesla hiểu rằng Edison thực sự sẽ không trả cho ông số tiền thưởng đó. Thay vào đó, Edison đề nghị chỉ nâng lương thêm 10 đô từ 18 đô một tuần cho Tesla. Bất mãn vì cho rằng mình đã bị lừa, cộng thêm do bất đồng về việc sử dụng dòng điện xoay chiều, Tesla đã nghỉ việc ngay sau đó.

## Công ty sản xuất & cung cấp điện chiếu sáng Tesla
Ngay sau khi rời công ty Edison, Tesla đã nghiên cứu bằng sáng chế một hệ thống chiếu sáng hồ quang, giống như với thiết bị mà ông đã từng phát triển ở nhà máy Edison. Vào tháng 3 năm 1885, ông đã gặp luật sư sáng chế Lemuel W. Serrell, cũng là luật sư được Edison sử dụng, để có được sự giúp đỡ trong việc đăng ký bằng sáng chế. Serrell đã giới thiệu Tesla với hai doanh nhân, Robert Lane và Benjamin Vail, họ đồng ý tài trợ cho công ty sản xuất của Tesla, công ty Sản xuất & cung cấp thiết bị điện chiếu sáng Tesla (Tesla Electric Light & Manufacturing). Tesla đã làm việc trong phần còn lại của năm để có được các bằng sáng chế bao gồm một máy phát điện một chiều DC cải tiến, bằng sáng chế đầu tiên được cấp cho Tesla ở Mỹ, và xây dựng và lắp đặt hệ thống ở Rahway, New Jersey Hệ thống mới của Tesla đã được chú ý trên nhiều báo chí, diễn đàn kỹ thuật về các tính năng tiên tiến của nó.
Các nhà đầu tư tỏ ra ít có hứng thú đến các ý tưởng của Tesla về các loại động cơ và thiết bị truyền tải điện xoay chiều thế hệ mới. Sau khi các thiết bị điện xoay chiều này đi hoạt động vào năm 1886, họ đã quyết định rằng phía sản xuất của doanh nghiệp quá cạnh tranh và đã chọn chỉ đơn giản là chạy điện một chiều. Họ đã thành lập công ty mới, họ sa thải, từ bỏ công ty của Tesla và để lại cho nhà phát minh không một xu dính túi. Tesla thậm chí đã mất quyền kiểm soát các bằng sáng chế mà ông đã tạo ra, vì ông đã giao chúng cho công ty để đổi lấy cổ phiếu. Anh ta phải đi làm thợ điện và thậm chí phải đi đào mương để kiếm sống. Sau này, Tesla sẽ kể lại rằng mùa đông năm 1886-1887 là thời gian của "những cơn đau đầu khủng khiếp và những giọt nước mắt cay đắng". Trong thời gian cực khổ này, ông đã tự hỏi mình đã đi học để làm gì?, ông viết "Trình độ giáo dục cao của tôi trong các ngành khoa học, cơ học và văn học đối với tôi giống như một sự nhạo báng".

## Dòng điện xoay chiều và động cơ không đồng bộ

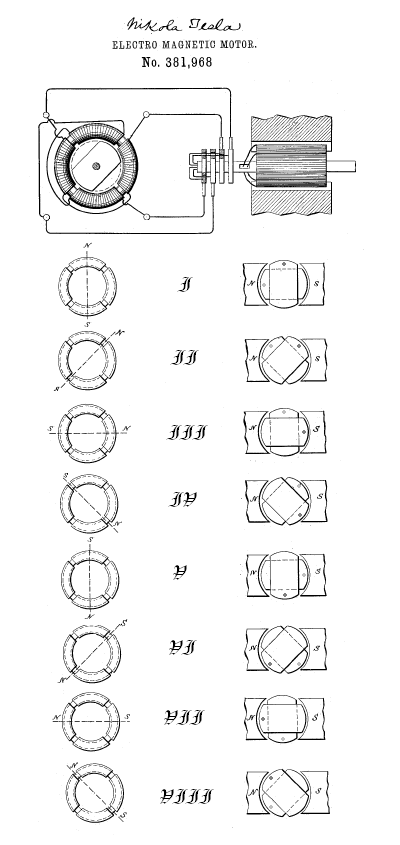
Bản vẽ từ, giải thích nguyên lý động cơ xoay chiều của Tesla.

Vào cuối năm 1886, Tesla đã gặp Alfred S. Brown, một giám đốc của Western Union và luật sư New York Charles F. Peck. Hai người đàn ông đã có kinh nghiệm trong việc thành lập các công ty và thúc đẩy các phát minh và bằng sáng chế để đạt được tài chính. Dựa trên những ý tưởng mới của Tesla cho thiết bị điện, bao gồm cả ý tưởng động cơ nhiệt từ, họ đồng ý hỗ trợ tài chính cho nhà phát minh và xử lý các bằng sáng chế của ông. Họ cùng nhau thành lập Công ty Điện lực Tesla (Tesla Electric Company) vào tháng 4 năm 1887, với một thỏa thuận rằng lợi nhuận từ các bằng sáng chế được tạo ra sẽ dành 1/3 cho Tesla, 1/3 cho Peck và Brown và 1/3 để tài trợ cho phát triển. Họ đã thành lập một phòng thí nghiệm cho Tesla tại 89 Liberty Street ở Manhattan, nơi ông làm việc để cải tiến và phát triển các loại động cơ điện, máy phát điện và các thiết bị khác.

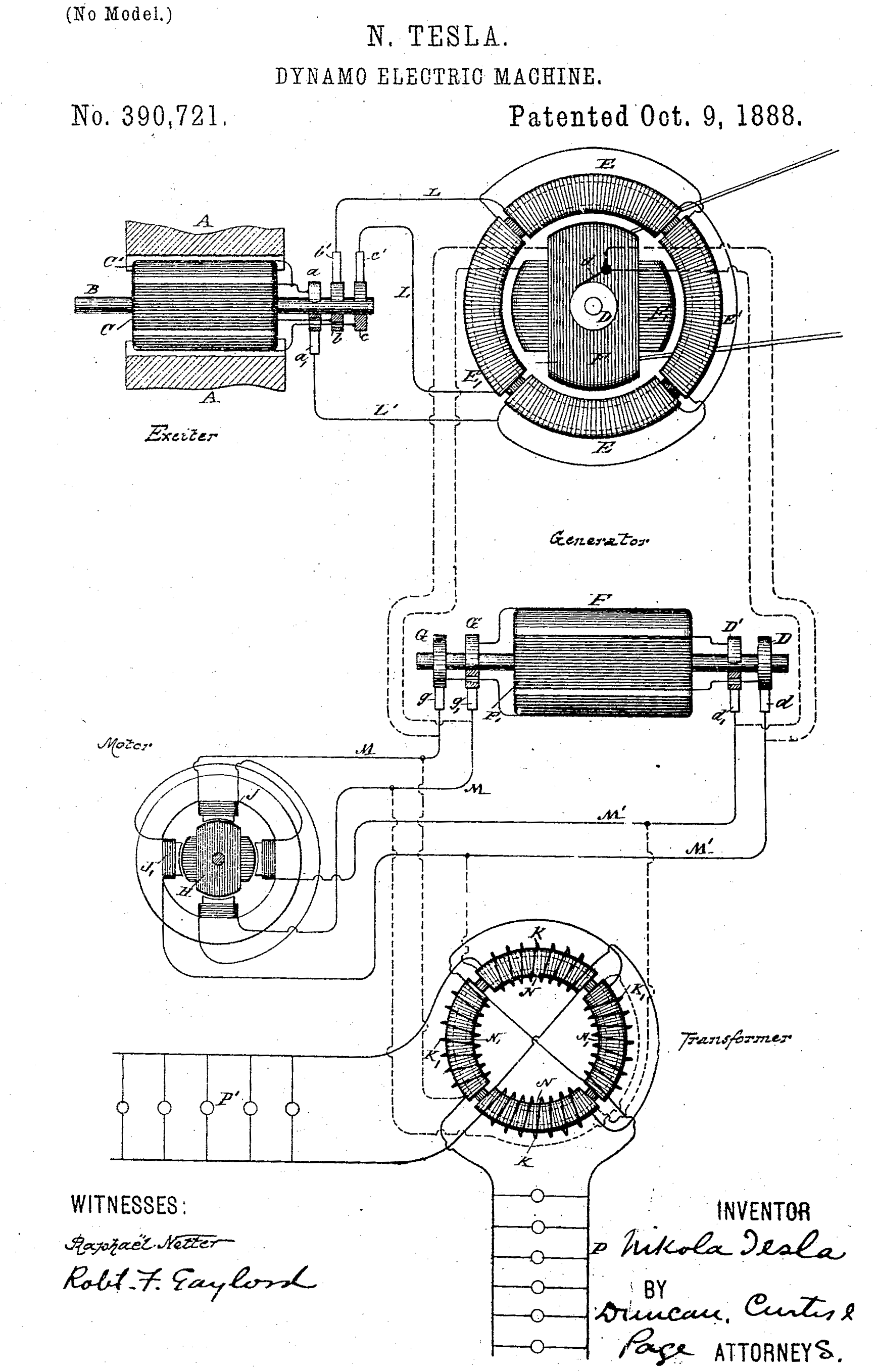
Máy phát điện xoay chiều của Nikola Tesla (máy phát điện dynamo) năm 1888

Năm 1887, Tesla đã phát triển động cơ không đồng bộ chạy bằng dòng điện xoay chiều (AC), một loại hệ thống điện đang nhanh chóng lan rộng ở châu Âu và Hoa Kỳ vì những ưu điểm của nó trong việc truyền tải điện áp cao, đường truyền dài. Động cơ đã sử dụng dòng điện đa pha, tạo ra từ trường quay để quay động cơ (một nguyên lý mà Tesla tuyên bố đã phát minh vào năm 1882). Động cơ điện cải tiến này, được cấp bằng sáng chế vào tháng 5 năm 1888, là một thiết kế tự khởi động đơn giản, không cần đến bộ chuyển mạch, do đó tránh được tia lửa điện, không cần phải bảo trì liên tục và thay thế cho động cơ chổi than - cổ góp
Cùng với việc cấp bằng sáng chế cho động cơ, Peck và Brown đã sắp xếp để công khai, ra mắt động cơ, bắt đầu bằng thử nghiệm độc lập để xác minh đó là một cải tiến chức năng, tiếp theo là thông cáo báo chí gửi đến các ấn phẩm kỹ thuật cho các bài báo chạy đồng thời với vấn đề bằng sáng chế. Nhà vật lý William Arnold Anthony (người đã thử nghiệm động cơ) và biên tập viên tạp chí Thế giới điện tử Thomas Commerford Martin đã sắp xếp để Tesla trình diễn động cơ AC của ông vào ngày 16 tháng 5 năm 1888 tại Viện Kỹ sư Điện Hoa Kỳ. Các kỹ sư làm việc cho Công ty Điện & Sản xuất Westinghouse đã báo cáo với George Westinghouse, Tesla có một động cơ xoay chiều khả thi và hệ thống điện liên quan - thứ mà Westinghouse cần cho hệ thống hiện tại mà anh ta đang tiếp thị. Westinghouse đã tìm kiếm một bằng sáng chế về một động cơ cảm ứng dựa trên từ trường, không có cổ góp tương tự được phát triển vào năm 1885 và được trình bày trong một bài báo vào tháng 3 năm 1888 bởi nhà vật lý người Ý Galileo Ferraris, nhưng quyết định rằng bằng sáng chế của Tesla có thể sẽ kiểm soát thị trường.
Vào tháng 7 năm 1888, Brown và Peck đã đàm phán một thỏa thuận cấp phép với George Westinghouse cho các thiết kế động cơ và máy biến áp đa pha của Tesla với giá 60.000 đô la tiền mặt và chứng khoán và tiền bản quyền là 2,50 đô la cho mỗi mã lực của động cơ. Westinghouse cũng đã thuê Tesla trong một năm với mức phí lớn 2.000 đô la (bằng 53.300 đô la ngày nay) mỗi tháng để trở thành một nhà tư vấn tại các phòng thí nghiệm của Westinghouse Electric
Trong năm đó, Tesla làm việc tại Pittsburgh, giúp tạo ra một hệ thống hiện tại xen kẽ để cung cấp năng lượng cho xe điện của thành phố. Ông thấy đó là một giai đoạn bực bội vì mâu thuẫn với các kỹ sư Westinghouse về cách tốt nhất để chạy nguồn điện xoay chiều. Giữa họ, họ đã giải quyết một hệ thống điện xoay chiều 60 chu kỳ mà Tesla đề xuất (để phù hợp với tần số làm việc của động cơ Tesla), nhưng họ sớm nhận thấy rằng nó sẽ không hoạt động cho xe điện, vì động cơ cảm ứng của Tesla chỉ có thể chạy ở tốc độ không đổi. Thay vào đó, họ đã sử dụng một động cơ kéo một chiều thay thế.

### Thị trường bất ổn
Cuộc trình diễn của Tesla về động cơ cảm ứng của ông và việc cấp bằng sáng chế tiếp theo của Westinghouse, năm 1888, vào thời điểm cạnh tranh gay gắt giữa các công ty điện. Ba công ty lớn, Westinghouse, Edison và Thomson-Houston, đang cố gắng phát triển trong một doanh nghiệp thâm dụng vốn trong khi tài chính cho nhau. Thậm chí còn có một chiến dịch tuyên truyền "Chiến tranh các dòng điện" đang diễn ra với Edison Electric khi cố gắng tuyên bố hệ thống điện một chiều của họ tốt và an toàn hơn hệ thống điện xoay chiều của Westinghouse. Cuộc Cạnh tranh trong thị trường khiến Westinghouse không có tiền mặt hoặc tài nguyên kỹ thuật để phát triển động cơ của Tesla và hệ thống liên quan điện đa pha.
Hai năm sau khi ký hợp đồng Tesla, Westinghouse Electric gặp rắc rối. Sự sụp đổ gần như của Ngân hàng Barings ở London đã gây ra sự hoảng loạn tài chính vào năm 1890, khiến các nhà đầu tư đòi lại vốn vay với công ty Westinghouse Electric  Sự thiếu hụt tiền mặt đột ngột buộc công ty phải tái tài trợ các khoản nợ của mình. Những nhà cho vay mới yêu cầu Westinghouse cắt giảm tất cả các chi tiêu quá mức cho việc mua lại các công ty, nghiên cứu và bằng sáng chế khác, bao gồm cả tiền bản quyền cho mỗi động cơ có trong hợp đồng Tesla. Vào thời điểm đó, động cơ cảm ứng Tesla đã không thành công và bế tắc trong quá trình phát triển. Westinghouse đã trả tiền bản quyền được bảo đảm 15.000 đô la một năm mặc dù các ứng dụng vận hành của động cơ là rất hiếm và hệ thống năng lượng đa pha cần thiết để chạy nó thậm chí còn hiếm hơn. Đầu năm 1891, George Westinghouse đã giải thích những khó khăn tài chính của mình cho Tesla bằng những điều khoản rõ ràng, nói rằng, nếu không đáp ứng được yêu cầu của chủ nợ, ông sẽ không còn kiểm soát Westinghouse Electric và Tesla sẽ phải "đối phó với các chủ ngân hàng ". Để cố gắng thu tiền bản quyền trong tương lai. Những lợi thế của việc Westinghouse tiếp tục chiến thắng về động cơ có lẽ là hiển nhiên đối với Tesla nên ông đã đồng ý giải phóng công ty khỏi điều khoản thanh toán tiền bản quyền trong hợp đồng. Sáu năm sau, Westinghouse mua bằng sáng chế của Tesla với khoản thanh toán một lần là $ 216.000 như một phần của thỏa thuận chia sẻ bằng sáng chế đã ký với General Electric (một công ty được tạo ra từ vụ sáp nhập Edison và Thomson-Houston năm 1892).

## Phòng thí nghiệm New York

### Thí nghiệm tia X
Đầu năm 1894, Tesla bắt đầu đầu tư nghiên cứu một nguồn năng lượng phóng xạ không nhìn thấy được khi ông được thông báo rằng nguồn năng lượng này đã làm hỏng tấm phim trong phòng thí nghiệm của ông trong những thí nghiệm trước đó (sau này được xác định là "Tia Roentgen" hay "Tia X"). Các thí nghiệm trước đó của ông được thực hiện với các ống Crookess, một loại ống phóng điện tử cathode lạnh. Không lâu sau đó, nhiều trong số hàng trăm các công trình nghiên cứu trước đó của ông như các mô hình, dự án, ghi chú, dữ liệu phòng thí nghiệm, các công cụ, hình ảnh có giá trị $50,000,... đã bị mất trong trận cháy phòng thí nghiệm lần thứ 5 vào tháng 3 năm 1895. Tesla có thể đã vô tình chụp được ảnh tia X khi ông đang chụp ảnh Mark Twain dùng nguồn sáng từ ống Geissler, một loại ống phóng khí thời kỳ đầu. Điều duy nhất được ghi nhận trong ảnh là ốc khóa bằng kim loại trên kính của camera.

### Sóng vô tuyến điều khiển từ xa
Vào năm 1898, Tesla đã trình diễn một chiếc thuyền sử dụng bộ điều khiển từ xa bằng sóng vô tuyến dựa trên máy coherer - mà ông đặt tên là "teleautomaton" - cho công chúng trong một cuộc triển lãm điện tại Madison Square Garden. Tesla đã tiến hành một màn trình diễn rất khó tin vào thời điểm đó: chiếc thuyền tự di chuyển một cách khó hiểu trước sự chứng kiến của rất nhiều người có mặt.
Tất cả mọi người đều phấn khích và mong chờ một điều bất ngờ từ Tesla, nhưng không ai có thể tưởng tượng ra một chiếc thuyền điều khiển từ xa bằng sóng radio từ "nhà khoa học điên". Và Tesla đã giải thích rằng: "Chiếc thuyền đã được lắp thêm một bộ não riêng biệt."
Đám đông không thể tìm ra một sự giải thích hợp lý nào cho việc làm sao chiếc thuyền có thể di chuyển được. Họ nghĩ rằng đó là do phép thuật, thôi miên, có người thậm chí còn nghĩ rằng chiếc thuyền di chuyển được nhờ một con khỉ được huấn luyện giấu ở bên trong.
Tesla đã thừa nhận rằng "Tại lần ra mắt đầu tiên, nó đã tạo ra một sự chấn động mà không một sáng chế nào trước đó của tôi làm được." Phát minh của ông được công nhận là Bằng sáng chế số 613 809 (1898), có dạng một chiếc thuyền điều khiển bằng sóng radio (sóng vô tuyến): một chiếc thuyền nặng bằng thép, dài khoảng 4 feet (khoảng 1,2 mét). Công nghệ này không chỉ áp dụng giới hạn cho các loại tàu thuyền mà còn bao gồm các loại phương tiện và máy móc động cơ khác.
Sáng chế của Tesla với con tàu điều khiển bằng sóng vô tuyến chính là sự mở màn cho kỉ nguyên robot về sau. Phát minh của ông đã vượt xa ra khỏi thời đại của nó. Đám đông chứng kiến sự kiện này tại buổi triển lãm vào thời điểm đó không bao giờ có thể hình dung được ứng dụng thực tế vĩ đại của nó trong tương lai. Tesla đã cố gắng bán ý tưởng của mình cho quân đội Mỹ như một loại ngư lôi kiểm soát bằng sóng vô tuyến, nhưng họ tỏ ra ít quan tâm. Điều khiển vô tuyến từ xa vẫn là một sự mới lạ cho đến Thế chiến thứ nhất và sau đó, khi một số quốc gia sử dụng nó trong các chương trình quân sự.

### Ánh sáng không dây
Ý tưởng về chuyển tải điện năng đã được đưa ra từ đầu năm 1900 bởi nhà phát minh người Mỹ gốc Serbia Nikola Tesla trước khi lưới điện được phổ biến rộng rãi. Ngay từ những năm này, "nhà khoa học điên" Tesla đã mơ ước một thế giới không tồn tại dây dẫn điện phức tạp mà sử dụng hệ thống một tháp truyền điện và năng lượng không dây tới mọi ngõ ngách trên thế giới. Nhằm hiện thực hóa viễn cảnh này, Tesla đã bắt tay xây dựng tháp Wardenclyffe cao 29m ở New York. Ngọn tháp này được coi là bước cuối cùng trong hệ thống điện không dây của Tesla, và được kết hợp với phát minh máy thu năng lượng vũ trụ. Nếu thành công, thế giới sẽ được sử dụng điện miễn phí và không giới hạn chỉ bằng một cái antenna thu năng lượng ở đầu cuối.
Tuy nhiên sau 17 năm xây dựng (1900-1917), dự án tháp đã bị đình chỉ, bị rút nguồn tài trợ của JP Morgan vì họ phát hiện ý đồ thật sự của Tesla không phải xây dựng tháp viễn thông.
Mơ ước của Tesla xuất phát từ sáng chế trước đó của ông, cuộn dây Tesla (Tesla coil), một phát minh mang tính cách mạng so với thời đại. Tesla đã phát triển những cuộn dây đặc biệt này vào năm 1891, trước khi người ta sử dụng những chiếc máy biến áp truyền thống để cung cấp điện cho mọi thứ như hệ thống chiếu sáng đến các mạch điện thoại. Những biến áp thông thường không thể chịu được tần số cao và điện áp cao mà các cuộn dây trong phát minh của Tesla có thể chịu đựng được.
Một cuộn dây Tesla bao gồm hai phần: một cuộn dây sơ cấp và cuộn thứ cấp, và mỗi cuộn dây có tụ điện riêng. Hai cuộn dây và tụ điện được nối với nhau bằng một khe đánh lửa - một khoảng cách giữa hai điện cực để tạo ra tia lửa điện. Về cơ bản, các cuộn dây Tesla là hai mạch điện mở kết nối với một khe đánh lửa. Một cuộn dây Tesla cần một nguồn điện cao áp. Một nguồn điện được cung cấp thông qua một biến áp có thể sản xuất một dòng điện với cường độ cần thiết (ít nhất hàng ngàn vôn).
Nguồn điện được nối với cuộn dây sơ cấp. Tụ điện của cuộn dây chính hoạt động như một miếng bọt biển thấm hút các điện tích. Cuộn dây sơ cấp tự nó phải có khả năng chịu đựng điện tích rất lớn và sóng điện, do đó chúng thường được làm bằng đồng - một loại dây dẫn điện tốt. Các tụ điện được tích tụ nhiều điện tích đến mức kháng không khí trong khe đánh lửa. Sau đó, dòng điện đi ra khỏi tụ điện đi xuống cuộn dây chính và tạo ra từ trường.
Năng lượng lớn khiến cho từ trường sụt giảm nhanh chóng, tạo ra dòng điện trong cuộn thứ cấp. Điện áp bị nén qua không khí giữa hai cuộn dây tạo ra tia lửa ở khe đánh lửa. Năng lượng bao phủ giữa hai cuộn dây và tích tụ ở cuộn thứ cấp, tụ điện. Điện tích trong tụ điện thứ cấp lên cao và thoát ra dưới dạng hồ quang điện. Với điện áp tần số cao có thể thắp sáng bóng đèn huỳnh quang cách xa vài bước chân mà không cần dây điện kết nối.
Nguyên tắc cơ bản của cuộn dây Tesla chính là hiện tượng cộng hưởng, cộng hưởng xảy ra khi cuộn dây chính bắn dòng điện vào cuộn dây thứ cấp đúng thời điểm để tối đa hóa năng lượng chuyển vào các cuộn dây thứ cấp. Ngày nay cuộn dây Tesla không còn được ứng dụng thực tế nhiều nữa, song phát minh của Tesla đã làm nên cuộc cách mạng về cách hiểu và sử dụng điện năng.

### Máy phát dao động chạy bằng hơi nước
Năm 1893, Tesla xin cấp bằng sáng chế cho bộ dao động cơ học chạy bằng hơi nước mà ông thiết kế để rung lên xuống tốc độ rất cao nhằm tạo ra điện. Vài năm sau, năm 1898, ông nói với các phóng viên rằng cỗ máy dao động khiến mặt đất rung chuyển trong khi ông đang điều chỉnh nó tại phòng thí nghiệm của mình ở New York. Cảnh sát và xe cứu thương đã đến hiện trường nhưng Tesla đã vô hiệu hóa bộ dao động và giả vờ không biết về những gì thực sự xảy ra. Ông cũng tiết lộ cỗ máy tạo động đất thậm chí có thể đánh đổ tòa nhà Empire State.

### Tư vấn về Niagara
Năm 1893, Tesla tư vấn cho Edward Dean Adams, giám đốc nhà máy thủy điện Niagara để lựa chọn hệ thống điện trong quá trình xây dựng nhà máy này.

### Công ty Nikola Tesla
Năm 1886, Nikola Tesla thành lập công ty Tesla Electric Light & Manufacturing với Robert Lane, Benjamin Vail, nhưng sau đó bị các đồng sáng lập này dần dần đẩy ra khỏi công ty, mất luôn các bằng sáng chế trong giai đoạn này (vì đã thuộc quyền sở hữu của công ty Tesla Electric Light & Manufacturing).
Năm 1887, Nikola Tesla thành lập công ty Tesla Electric và sáng chế ra động cơ điện không đồng bộ hoạt động với dòng điện xoay chiều.

### Cháy phòng thí nghiệm
Sáng sớm ngày 13 tháng 3 năm 1895, tòa nhà ở South Fifth Avenue có phòng thí nghiệm của Tesla đã bốc cháy. Nó bắt đầu dưới tầng hầm của tòa nhà và lửa cháy mạnh đến nỗi phòng thí nghiệm ở tầng 4 của Tesla đã bị đốt cháy và sụp đổ xuống tầng hai. Vụ hỏa hoạn không chỉ khiến phải làm lại các dự án đang làm của Tesla, nó còn phá hủy một bộ sưu tập các ghi chú và tài liệu nghiên cứu ban đầu, mô hình và các phần chứng minh, bao gồm nhiều tác phẩm đã được trưng bày tại Triển lãm Colombia thế giới năm 1893. Tesla nói với tờ New York Times "Tôi quá đau buồn khi nói chuyện. Tôi có thể nói gì?". Sau vụ cháy, Tesla chuyển đến 46 & 48 East Houston Street và xây dựng lại phòng thí nghiệm của mình ở tầng 6 và 7.

## Năng lượng không dây

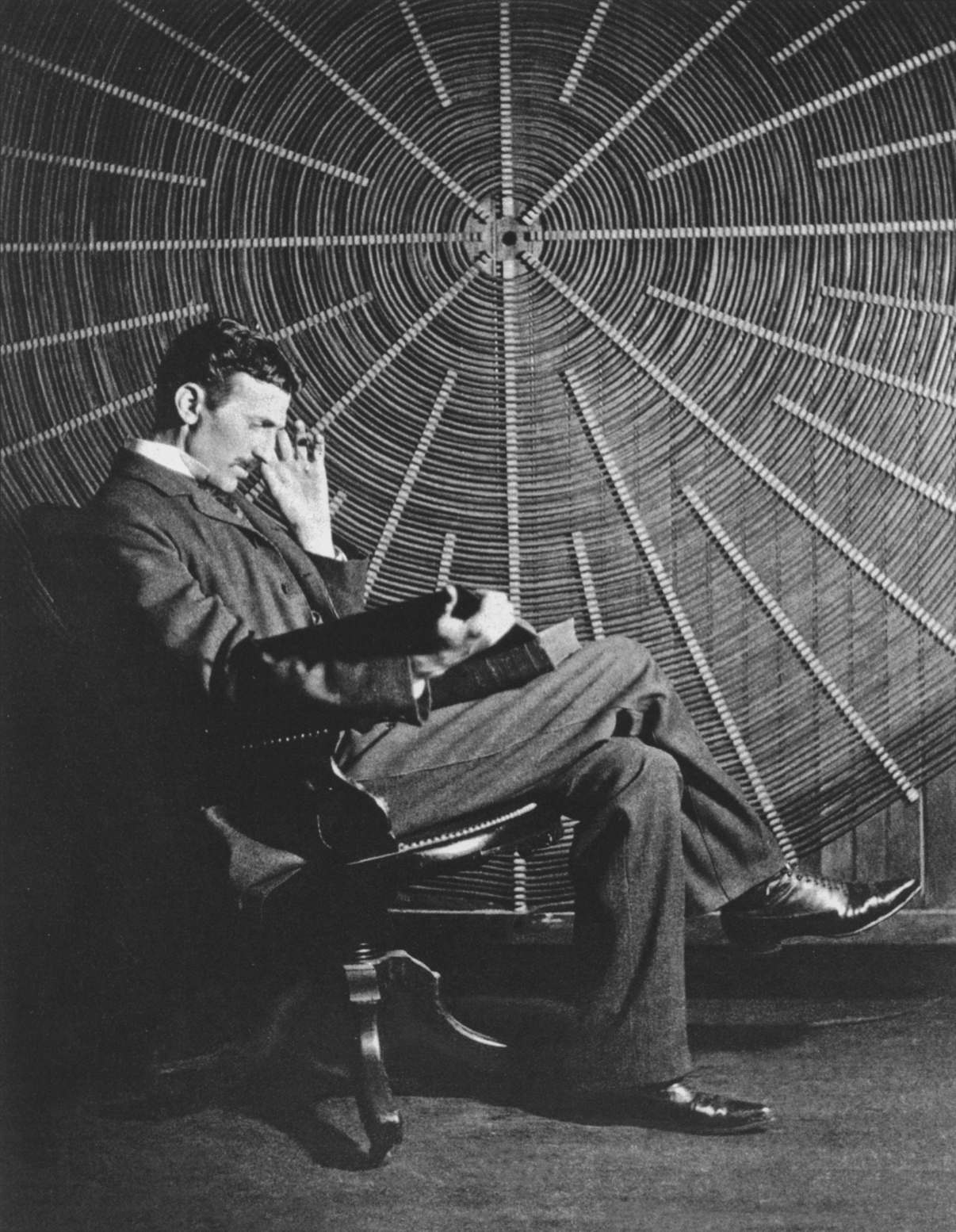
Tesla ngồi trước cuộn dây khổng lồ trong thí nghiệm "điện không dây" của ông tại phòng thí nghiệm East Houston St.

Từ những năm 1890 đến 1906, Tesla đã dành rất nhiều thời gian và tài sản của mình cho một loạt các dự án cố gắng phát triển việc truyền tải điện mà không cần dây dẫn. Đó là một sự mở rộng ý tưởng của ông về việc sử dụng các cuộn dây để truyền năng lượng mà ông đã thể hiện trong ánh sáng không dây. Ông thấy đây không chỉ là một cách để truyền một lượng lớn năng lượng trên toàn thế giới mà còn, như ông đã chỉ ra trong các bài giảng trước đây của mình, một cách để truyền thông tin liên lạc trên toàn thế giới.
Vào thời điểm Tesla đang hình thành ý tưởng của mình, không có cách nào khả thi để truyền tín hiệu không dây qua các khoảng cách xa, chứ đừng nói đến một lượng lớn năng lượng. Tesla đã nghiên cứu sóng vô tuyến từ rất sớm và đi đến kết luận rằng một phần của nghiên cứu hiện có về chúng, bởi Hertz, là không chính xác. Ngoài ra, dạng phóng xạ mới này được coi là một hiện tượng khoảng cách ngắn dường như đã chết trong vòng chưa đầy một dặm. Tesla lưu ý rằng, ngay cả khi các lý thuyết về sóng vô tuyến là đúng, chúng hoàn toàn vô dụng đối với mục đích của ông vì dạng "ánh sáng vô hình" này sẽ giảm dần theo khoảng cách giống như bất kỳ bức xạ nào khác và sẽ đi theo đường thẳng vào không gian, trở thành "Vô vọng lạc lối".
Vào giữa những năm 1890, Tesla đã nghiên cứu ý tưởng rằng ông có thể dẫn điện đường dài qua Trái Đất hoặc khí quyển, và bắt đầu thực hiện các thí nghiệm để kiểm tra ý tưởng này bao gồm thiết lập một máy phát phóng đại biến áp cộng hưởng lớn ở East Houston Street lab. Dường như mượn từ một ý tưởng phổ biến vào thời điểm bầu khí quyển Trái Đất dẫn điện, ông đã đề xuất một hệ thống gồm các quả bóng lơ lửng, truyền và nhận, các điện cực trong không khí trên độ cao 30.000 feet (9.144 m), nơi ông nghĩ là thấp hơn áp lực sẽ cho phép anh ta gửi điện áp cao (hàng triệu volt) khoảng cách xa.

### Bài báo (trước 1900)
- Selected Tesla Writings, Written by Tesla and others,.
- Light Without Heat, The Manufacturer and Builder, January 1892, Vol. 24
- Biography - Nikola Tesla, The Century Magazine, November 1893, Vol. 47
- Tesla's Oscillator and Other Inventions, The Century Magazine, November 1894, Vol. 49
- The New Telegraphy. Recent Experiments in Telegraphy wih Sparks, The Century Magazine, November 1897, Vol. 55

### Sách
- Anderson, Leland I., "Dr. Nikola Tesla (1856–1943)", 2d enl. ed., Minneapolis, Tesla Society. 1956. LCCN /L
- Cheney, Margaret, "Tesla: Man Out of Time", 1979. ISBN 0-7432-1536-2.
- Childress, David H., "The Fantastic Inventions of Nikola Tesla," 1993. ISBN
- Glenn, Jim, "The Complete Patents of Nikola Tesla," 1994. ISBN
- Jonnes, Jill "Empires of Light: Edison, Tesla, Westinghouse, and the Race to Electrify the World". New York: Random House, 2003. ISBN
- Martin, Thomas C., "The Inventions, Researches, and Writings of Nikola Tesla," 1894. ISBN X
- O'Neill, John Jacob,"Prodigal Genius," 1944. Paperback reprint 1994, ISBN 978-0-914732-33-4. (ed. Prodigal Genius Lưu trữ ngày 6 tháng 2 năm 2008 tại Wayback Machine is available online)
- Lomas, Robert,"The man who invented the twentieth century: Nikola Tesla, forgotten genius of electricity," 1999. ISBN
- Ratzlaff, John and Lee Anderson, "Dr. Nikola Tesla Bibliography", Ragusan Press, Palo Alto, California, 1979, 237 pages. Extensive listing of articles about and by Nikola Tesla.
- Seifer, Marc J., "Wizard, the Life and Times of Nikola Tesla," 1998. ISBN (HC), ISBN (SC)
- Tesla, Nikola, "Colorado Springs Notes, 1899–1900", ISBN X
- Tesla, Nikola, "My Inventions" Parts I through V published in the Electrical Experimenter monthly magazine from February through June, 1919. Part VI published October, 1919. Reprint edition with introductory notes by Ben Johnson, New York: Barnes and Noble,1982, ISBN; also online at "My Inventions Lưu trữ ngày 2 tháng 2 năm 2016 tại Wayback Machine", 1919. ISBN
- Valone, Thomas, "Harnessing the Wheelwork of Nature: Tesla's Science of Energy," 2002. ISBN

### Tạp chí
- Carlson, W. Bernard, "Inventor of dreams". Scientific American, March 2005 v292 i3 p78(7).
- Jatras, Stella L., "The genius of Nikola Tesla". The New American, July 28, 2003 v19 i15 p9(1)
- Rybak, James P., "Nikola Tesla: Scientific Savant". Popular Electronics, 1042170X, Nov99, Vol. 16, Issue 11.
- Lawren, B., "Rediscovering Tesla". Omni, Mar88, Vol. 10 Issue 6.